# Bralleville
Bralleville – miejscowość i gmina we Francji, w regionie Grand Est, w departamencie Meurthe i Mozela.
Według danych na rok 1990 gminę zamieszkiwało 157 osób, a gęstość zaludnienia wynosiła 36 osób/km² (wśród 2335 gmin Lotaryngii Bralleville plasuje się na 888. miejscu pod względem liczby ludności, natomiast pod względem powierzchni na miejscu 1068.).

## Populacja

Populacja Bralleville w latach 1962–2008